# Bagnolo di Po
Bagnolo di Po là một đô thị ở tỉnh Rovigo, ở Veneto, Ý. Các đô thị giáp ranh là: Castelguglielmo, Trecenta, Canda, và Ficarolo.